# Tor (rede de anonimato)
Tor é um software livre e de código aberto que proporciona a comunicação anônima e segura ao navegar na Internet e em atividades online, protegendo contra a censura e principalmente a privacidade. O nome é derivado de um acrônimo do projeto original do software chamado "The Onion Router", em português "O Roteador Cebola". O Tor direciona o tráfego da Internet por meio de uma rede sobreposta livre e de alcance mundial, consistindo de mais de sete mil retransmissores, para ocultar a localização e utilização do usuário de qualquer pessoa que realize vigilância de rede ou análise de tráfego. O uso do Tor dificulta o rastreamento da atividade da Internet para o usuário: isso inclui "visitas a sites, postagens online, mensagens instantâneas e outras formas de comunicação". O uso pretendido do Tor é proteger a privacidade pessoal de seus usuários, bem como sua liberdade e capacidade de conduzir comunicação confidencial, mantendo suas atividades na Internet não monitoradas.
O Tor não impede que um serviço online determine quando está sendo acessado pelo Tor. O Tor protege a privacidade do usuário, mas não oculta o fato de alguém estar usando o Tor. Alguns sites restringem permissões através do Tor. Por exemplo, a Wikipédia bloqueia tentativas dos usuários do Tor de editar artigos, a menos que uma permissão especial seja solicitada.
O roteamento de cebola é implementado por criptografia na camada de aplicação de uma pilha de protocolos de comunicação, aninhada como as camadas de uma cebola. O Tor criptografa os dados, incluindo o endereço IP do próximo nó de destino, várias vezes e os envia por meio de um circuito virtual que compreende retransmissores Tor de seleção aleatória. Cada retransmissor descriptografa uma camada de criptografia para revelar o próximo retransmissor no circuito para passar os dados criptografados restantes para ele. O retransmissor final descriptografa a camada mais interna da criptografia e envia os dados originais para o seu destino, sem revelar ou conhecer o endereço IP de origem. Como o roteamento da comunicação estava parcialmente oculto a cada salto no circuito Tor, esse método elimina qualquer ponto único, no qual os pares comunicantes possam ser determinados por meio de vigilância em rede que depende de conhecer sua origem e destino.
Um adversário pode tentar cancelar o anonimato do usuário por alguns meios. Uma maneira de conseguir isso é através da exploração de software vulnerável no computador do usuário. A NSA possuía uma técnica que mira uma vulnerabilidade - que eles denominaram "EgotisticalGiraffe" - em uma versão desatualizada do navegador Firefox, ao mesmo tempo empacotada com o pacote Tor e, em geral, tem como alvo os usuários do Tor para monitoramento próximo sob o programa XKeyscore. Os ataques contra o Tor são uma área ativa da pesquisa acadêmica, que é bem-vinda pelo próprio Projeto Tor. A maior parte do financiamento para o desenvolvimento de Tor veio do governo federal dos Estados Unidos, inicialmente através do Escritório de Pesquisa Naval e da DARPA.

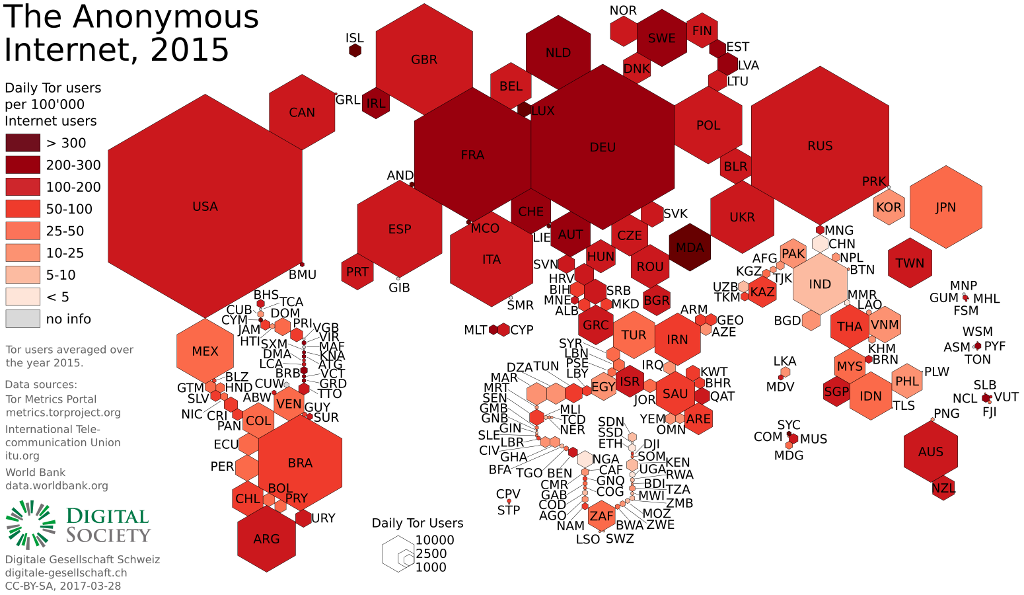
Um cartograma que ilustra o uso do Tor

Além de todos os recursos mencionados acima, tor também pode ser usado para funcionar como  internet normal, é claro, o Tor também é conhecido por acessar a Deep Web (internet profunda), conhecida também por deepnet ou undernet. Para quem não sabe o que é, ela é uma forma de internet que não deixa os sites serem indexados por buscadores padrões.
A deep web usa um servidor descentralizado, ou seja, funciona de forma P2P. É uma parte da web que não é indexada pelos mecanismos de busca, como o Google, sendo assim, não fica aberto para o público. Geralmente, a deep web é associada a conteúdo ilegal, como venda de drogas ou diversas outras atividades ilegais.
A maioria das distribuições Linux ou GNU/Linux disponibilizam o Tor e também está disponível para diferentes sistemas operacionais, tais como Windows e Mac OS.

## História
O princípio central do Tor, o "roteamento de cebola", foi desenvolvido em meados dos anos 90 pelos funcionários do Laboratório de Pesquisa Naval dos Estados Unidos, pelo matemático Paul Syverson e pelos cientistas de computação Michael G. Reed e David Goldschlag, com o objetivo de proteger as comunicações on-line da inteligência dos EUA. O roteamento cebola foi, posteriormente, desenvolvido pela DARPA em 1997.
A versão alfa do Tor, desenvolvida por Syverson e pelos cientistas Roger Dingledine e Nick Mathewson, e, depois, chamada de Onion Routing Project (Projeto de Roteamento Cebola), ou projeto Tor, foi lançada em 20 de setembro de 2002. O primeiro lançamento público ocorreu um ano depois. Em 13 de agosto de 2004, Syverson, Dingledine e Mathewson apresentaram o "Tor: The Second-Generation Onion Router" (Tor: O Roetador Cebola de Segunda Geração) no 13º Simpósio de Segurança da USENIX. Em 2004, o Laboratório de Pesquisa Naval divulgou o código do Tor sob uma licença gratuita e a Electronic Frontier Foundation (EFF) começou a financiar Dingledine e Mathewson para continuar seu desenvolvimento.
Em dezembro de 2006, Dingledine, Mathewson e cinco outros fundaram o The Tor Project, uma organização sem fins lucrativos baseada no 501(c)(3) de Massachusetts, responsável pela manutenção do Tor. A EFF atuou como patrocinadora fiscal do The Tor Project em seus primeiros anos, e seus primeiros apoiadores financeiros incluíram o US International Broadcasting Bureau, Internews, Human Rights Watch, Universidade de Cambridge, Google e a Stichting NLnet, sediada na Holanda.
Desse período em diante, a maioria das fontes de financiamento veio do governo dos EUA.
Em novembro de 2014, após a Operação Onymous, especulou-se que uma fraqueza do Tor havia sido explorada. Uma fonte da BBC News citou uma "descoberta técnica" que permitiu o rastreamento dos locais físicos dos servidores. Em novembro de 2015, documentos judiciais sobre o assunto, além de gerar sérias preocupações sobre a ética em pesquisa de segurança e o direito de não ser pesquisado de forma irracional garantida pela Quarta Emenda dos EUA, também podem vincular a operação de aplicação da lei a uma ataque sobre o Tor no início do ano.
Em dezembro de 2015, o The Tor Project anunciou que havia contratado Shari Steele como seu novo diretor executivo. Steele já havia liderado a Electronic Frontier Foundation por 15 anos e, em 2004, liderou a decisão da EFF de financiar o desenvolvimento inicial de Tor. Um de seus principais objetivos declarados é tornar o Tor mais fácil de usar, a fim de proporcionar um acesso mais amplo à navegação anônima na web.
Em julho de 2016, a diretoria completa do Projeto Tor renunciou e anunciou uma nova diretoria, composta por Matt Blaze, Cindy Cohn, Gabriella Coleman, Linus Nordberg, Megan Price e Bruce Schneier.

## Funcionamento
O Tor implementa o roteamento cebola ou por camadas, isto é, usando a rede voluntária de servidores do projeto ao redor do mundo, o programa cria circuitos para trafegar os dados dos usuários. Todo o tráfego da rede Tor é criptografado e mesmo um participante voluntário da rede não consegue observar o tráfego que passa pelo seu servidor, uma vez que tudo é criptografado. Cada circuito no Tor é formado por pelo menos três servidores: servidor de Guarda (guard node), servidor do meio (middle relay) e o servidor de saída (exit node). O número de três conexões é um balanço entre performance e segurança.
Os circuitos de conexão Tor tem tempo de duração e são selecionados a partir de um algoritmo que, entre outras coisas, evita que todo o seu circuito seja criado num mesmo país ou por um mesmo participante da rede. Nesse circuito, em cada nó, o Tor criptografa todos os dados e repassa para o próximo nó da rede. Para evitar análise de tráfego de rede, nessa conexão cada nó sabe apenas um trecho do circuito.
Há um pseudo domínio com terminação .onion, acessível apenas pelo Tor.

## Características
Uma observação importante: o usuário deve ter cuidado se for usar a rede Tor para tráfegos não-criptografados, pois a segurança ao nível de transporte que o Tor implementa é só até o nó Tor de saída (exit node). Desse ponto até o destino da rede "convencional", o tráfego é encaminhado da maneira original como foi entregue ao Tor na máquina local. Então, se o usuário configurar o seu Tor para operar como servidor de relay, terá a possibilidade de logar o tráfego original de todas as pessoas que estiverem passando por túneis cujo nó de saída seja o seu nó Tor, é um pacote de ferramentas para organizações e pessoas que desejam mais segurança na Internet. Com ele, o tráfego de dados na navegação de mensageiros instantâneos, IRC, navegadores, SSH e outros aplicativos que usam o protocolo TCP se tornará anônimo. Ele também fornece uma plataforma na qual os desenvolvedores podem construir novos aplicativos baseados no anonimato, segurança e privacidade. O tráfego é mais seguro ao se usar Tor, pois as comunicações são ligadas através de uma rede distribuída de servidores, chamados roteadores onion (onion router), um projeto que visa à proteção e ao direito do usuário de permanecer anônimo na Internet.
Em vez de direcionar a rota da fonte para o destino, os pacotes de dados da rede Tor assumem um caminho aleatório através de vários servidores que cobrem os traços para que nenhum observador inoportuno saiba de onde vieram e para onde vão os dados. O propósito dessa tecnologia é proteger os usuários da Internet contra a "análise de tráfego", uma forma de monitoramento de rede que ameaça o anonimato e a privacidade, atividades comerciais confidenciais e relacionamentos, além da segurança de Estado. Atualmente, 90% dos jovens da geração Z dizem se preocupar com a própria privacidade, o que aumenta o interesse por redes como o Tor.
A análise de tráfego é usada diariamente por corporações, governos e indivíduos que desejam manter um banco de dados do que fazem pessoas e organizações na Internet. Ao invés de procurar o teor das comunicações, a análise de tráfego rastreia de onde vêm e para onde vão os seus dados, assim como quando foram enviados e a quantidade.
Por exemplo, companhias usam a análise de tráfego para armazenar um registro de que páginas da Internet o usuário visitou para construir um perfil dos seus interesses. Suponha-se que uma indústria farmacêutica use essa análise ao pesquisar um nicho de mercado, monitorando o website do concorrente para saber quais produtos lhe interessam. Uma lista de patentes pode ser consultada, rastreando todas as buscas feitas.
Tor dificulta a análise de tráfego ao evitar o rastreamento de dados online, permitindo que o usuário decida se deseja se identificar ou não ao se comunicar. A segurança é aperfeiçoada enquanto mais pessoas se voluntariam a executar servidores.

### Serviços cebolas (onion services)
O Tor também pode fornecer anonimato para outros servidores e sites. Servidores configurados para receber conexões de entrada somente através do Tor são chamados serviços cebolas, anteriormente chamados de serviços ocultos. Em vez de revelar o Endereço IP de um servidor (e, portanto, sua localização de rede), um serviço cebola é acessado através de seu endereço onion. A rede Tor lê esses endereços e pode encaminhar dados de e para os serviços cebolas, mesmo para aqueles hospedados por trás de firewalls ou NATs, preservando o anonimato de ambas as partes. O Tor é necessário para acessar os serviços cebolas.

## Implementações
A principal implementação do Tor está escrita primariamente em C, com Python, JavaScript e diversas outras linguagens de programação, consistindo, em junho de 2020, em pouco mais de 500 mil linhas de código.

### Tor Browser
O Tor Browser é carro-chefe do Tor Project. Ele foi criado sob o nome de Tor Browser Bundle por Steven J. Murdoch, tendo sido anunciado em janeiro de 2008. O Tor Browser consiste numa versão modificada do navegador Mozilla Firefox Extended Support Release somado ao TorButton, TorLauncher, NoScript, a extensão para Firefox HTTPS Everywhere e o Tor proxy. Os usuários podem executar o Tor Browser a partir de mídias removíveis. Ele também pode ser operado em dispositivos Microsoft Windows, macOS, ou Linux.
O Tor Browser inicia automaticamente processos secundários do Tor e direciona o tráfego pela rede Tor. Ao fim de uma sessão, o navegador exclui todos os dados sensíveis de privacidade, como cookies de HTTP e histórico de navegação.

### Tor em Android
Tor pode ser utilizado em dispositivos Android através de um software denominado Orbot. Orbot é um proxy gratuito que permite utilizar a rede Tor em dispositivos Android. Para utilizar Tor em Android precisamos de transferir o Orbot Proxy e o OrFox.

## Ataque pelaNSA
Em outubro de 2013, com base nos documentos revelados por Edward Snowden se tornou pública uma apresentação da NSA mostrando o ataque da agência americana contra o Tor. Os slides da apresentação foram disponibilizados no site da Electronic Frontier Foundation.

## Possível quebra de anonimato[55]
Um grupo de pesquisadores conduziu um estudo entre 2008 e 2014 sobre identificação de usuários da Tor. O grupo trabalhou para divulgar as origens de seus endereços IPs.
Um grupo liderado pelo professor Sambuddho Chakravarty, que pesquisa sobre Anonimato e Privacidade para o Instituto de Tecnologia da Informação Indraprastha em Delhi, publicou vários artigos sobre o tópico nos últimos anos. Chakravarty revindica que seu grupo atingiu 100% de sucesso em identificações de origens em seu laboratório.
A pesquisa revelou que mais de 81% dos usuários da Tor podem ser identificados por exploração da tecnologia NetFlow desenvolvida pela Cisco para seus equipamentos.
A tecnologia NetFlow foi introduzida pela Cisco em seus roteadores para implementar um instrumento para coletar o tráfego de redes IP assim que elas entram ou saem de uma interface. Os dados fornecidos pelo NetFlow permitem que um administrador de rede qualifique o tráfego gerenciado pelo roteador e identifique possíveis causas de congestionamentos na rede. O protocolo é um padrão implementado também em hardwares de diversos outros fabricantes.
A técnica proposta por Chakravarty implementa uma análise de tráfego ativa baseada na introdução de tráfegos perturbadores no lado do servidor e procurando por uma perturbação similar no lado do usuário através de correlação estatística.